# Dayao (rodzaj)
Dayao – rodzaj chrząszczy z rodziny kusakowatych i podrodziny marników. Występuje endemicznie w południowych Chinach.

## Taksonomia
Rodzaj ten wprowadzili w 2011 roku Yin Ziwei, Li Lizhen i Zhao Meijun na łamach ZooKeys. Należą do niego dwa opisane gatunki:
- Dayao emeiensis Yin et Li, 2013
- Dayao pengzhongi Yin, Li & Zhao, 2011 – gatunek typowy

Nazwa rodzajowa wywodzi się od gór Dayao w prowincji Kuangsi, w których to odłowiono materiał typowy gatunku typowego. Rodzaj ten klasyfikowany jest w obrębie podplemienia Tyrina w kompleksie rodzajów Pselaphodes, do którego zalicza się również rodzaje Indophodes, Labomimus, Lasinus, Linan, Nomuraius, Paralasinus, Pselaphodes, Taiwanophodes.

## Morfologia
Chrząszcze te osiągają od 2,81 do 2,99 mm długości i od 1,06 do 1,1 mm szerokości ciała. Ubarwienie mają rudobrązowe. Głowa i przedplecze są delikatnie punktowane. Głowa ma przód wyciągnięty w długi i wąski ryjek o szczątkowo rozwiniętych wzgórkach czułkowych. Ciemię zaopatrzone jest w pośrodkowe żeberko i leżącą po jego bokach parę małych, łysych dołeczków. Czoło pozbawione jest dołków. Policzki mają boczne kolce. Czułki buduje jedenaście członów, z których trzy ostatnie formują buławkę. Głaszczki szczękowe mają trzy ostatnie człony wydłużone, szypułkowate, zaopatrzone w boczne wyrostki o porośniętych szczecinkami wierzchołkach; ponadto człon ostatni tych głaszczków ma wierzchołkowy stożek. Przedplecze wyposażone jest w nagi dołek przednasadowy środkowy oraz porośnięte szczecinkami dołki przednasadowe boczne, pozbawione jest natomiast bruzdy przednasadowej. Pokrywy mają dwie pary dołków nasadowych. Śródpiersie (mezowentryt) ma dołek środkowy i dołki boczne, natomiast na zapiersiu (metawentrycie) brak dołka środkowego. Tylna krawędź zapiersia jest pośrodku płytko wcięta. Odnóża mają niezmodyfikowane człony stóp. Czwarty tergit odwłoka jest najdłuższy, dłuższy niż tergity od piątego do siódmego razem wzięte, zaopatrzony w parę dołków nasadowo-bocznych połączonych głęboką bruzdą, natomiast pozbawiony dołka nasadowo-środkowego. Genitalia samców mają symetryczne paramery i asymetryczny płat środkowy edeagusa.

## Ekologia i występowanie
Owady te są endemitami południowej części Chin. Znane są tylko z Syczuanu i Kuangsi. Zasiedlają ściółkę w lasach mieszanych. Spotykane są w terenie górzystym, na rzędnych od 1200 do 2200 m n.p.m.